# MRPL53
MRPL53 (англ. Mitochondrial ribosomal protein L53) – білок, який кодується однойменним геном, розташованим у людей на 2-й хромосомі. Довжина поліпептидного ланцюга білка становить 112 амінокислот, а молекулярна маса — 12 107.
| 10         |  | 20         |  | 30         |  | 40         |  | 50         |
| ---------- |  | ---------- |  | ---------- |  | ---------- |  | ---------- |
| MAAALARLGL |  | RPVKQVRVQF |  | CPFEKNVEST |  | RTFLQTVSSE |  | KVRSTNLNCS |
| VIADVRHDGS |  | EPCVDVLFGD |  | GHRLIMRGAH |  | LTALEMLTAF |  | ASHIRARDAA |
| GSGDKPGADT |  | GR         |  |            |  |            |  |            |

A: Аланін

C: Цистеїн

D: Аспарагінова кислота

E: Глутамінова кислота

F: Фенілаланін

G: Гліцин

H: Гістидин

I: Ізолейцин

K: Лізин

L: Лейцин

M: Метіонін

N: Аспарагін

P: Пролін

Q: Глутамін

R: Аргінін

S: Серин

T: Треонін

Кодований геном білок за функціями належить до рибонуклеопротеїнів, рибосомних білків. 
Локалізований у мітохондрії.